# Юдаистика
Юдаистиката е хуманитарна наука, изследваща религията, културата, историята и езика на евреите. Тя обхваща различни подобласти, като библеистика, хебраистика, история на евреите, еврейско право, еврейска философия. Обособява се като самостоятелно направление през XIX век в Германия.